# Кухаркин, Николай Евгеньевич
Николай Евгеньевич Кухаркин (9 марта 1931 года Мытищи, Московская область, РСФСР, СССР — 23 мая 2021 года, Россия) — советский и российский учёный, физик-ядерщик, награждён орденом Александра Невского (2019), золотой медалью имени И. В. Курчатова (2018).

## Биография
Родился 9 марта 1931 года в Мытищах.
В 1954 году — окончил Московский инженерно-физический институт, специальности «инженер-физик».
С 1954 года работал в Курчатовском институте: инженер, старший инженер, главный инженер отделения ядерных реакторов, в 1988 году избран директором отделения (с 1992 года — Института ядерных реакторов), с 2006 года являлся советником президента Курчатовского института.
Являлся членом бюро Научного совета по атомной энергетике Отделения физико-технических проблем энергетики РАН.
Николай Евгеньевич Кухаркин умер 23 мая 2021 года.

## Научная деятельность
Профессиональные интересы: безопасность реакторов, отработка, испытания ядерных энергетических установок.
Занимался вопросами работы ядерных реакторов для самолётов, крылатых ракет, проводил испытания первой советской ядерной энергетической установки «Ромашка», а в дальнейшем и «Енисей».
В период с 1986 по 1987 годы — являся представителем Курчатовского института при работах по ликвидации аварии на Чернобыльской АЭС.
Внес большой вклад в разработку Стратегии развития атомной энергетики России в XXI веке.
Вел преподавательскую деятельность в МАИ, читая курс лекций «Испытания ядерных энергетических установок».

## Награды
- Орден Александра Невского (2019)указ о награждении не опубликован[4]
- Орден Трудового Красного Знамени
- Орден Мужества — за мужество и самоотверженность, проявленные при ликвидации последствий аварии на Чернобыльской АЭС[5]
- Премия Правительства Российской Федерации в области науки и техники (в составе группы, за 2013 год) — за разработку научно-технических основ и информационно-аналитическое обеспечение ликвидации ядерного наследия на Северо-Западе России[6]
- Заслуженный энергетик Российской Федерации (2005) — за заслуги в области энергетики и многолетний добросовестный труд[7]
- Медаль «За заслуги в освоении атомной энергии» (2016) — за большой вклад в развитие атомной промышленности и многолетний добросовестный труд[8]
- Золотая медаль имени И. В. Курчатова (2018) — за цикл исследований и разработок перспективных ядерно-энергетических установок для авиации и космоса, в том числе высокотемпературных газовых реакторов, и за общий вклад в развитие атомной энергетики СССР и Российской Федерации

## Из библиографии
- Высокотемпературные газоохлаждаемые реакторы — инновационное направление развития атомной энергетики / В. Н. Гребенник, Н. Е. Кухаркин, Н. Н. Пономарёв-Степной. — Москва : Энергоатомиздат, 2008. — 134 с. : ил., табл.; 21 см. — (Физико-технические проблемы ядерной энергетики).; ISBN 978-5-283-00845-5